# Tulostoma obesum
Tulostoma obesum es un género de hongos que pertenece al grupo Basidiomycota, y fue descrito por primera vez por Mordecai Cubitt Cooke y Job Bicknell Ellis en 1878.Tulostoma obesum pertenece al género Tulostoma y a la familia Agaricaceae.
Esta especie se localiza en Colorado, Estados Unidos. Tiene cercana similitud con Tulostoma cretaceum.  Podrían ser fuentes potenciales de nuevos agentes de importancia médica por razón de sus fuertes efectos antioxidantes y citotóxicos.